# Дзнеладзе, Василий Романович
Василий Романович Дзнеладзе (1919—2003) — директор Гагрского племсовхоза Абхазской АССР, Герой Социалистического Труда.

## Биография
Родился в 1919 году в Тифлисе. Племянник Бориса Давидовича Дзнеладзе (1901‒1923), одного из организаторов комсомола Грузии. Член КПСС с 1943 года.
Окончил Грузинский зооветеринарный институт (1942).
В 1942—1986 гг.:
- 1942 участковый зоотехник,
- 1942 — июль 1943 сержант 88-го запасного стрелкового полка,
- 1943—1945 зоотехник подсобного хозяйства воинских частей,
- директор подсобного хозяйства Закавказского военного округа,
- управляющий свинофермой Эльдарского овцеводческого совхоза (Богдановский район Грузинской ССР),
- с 1950-х гг. главный зоотехник, с 1974 г. директор Гагрского племсовхоза Абхазской АССР.

Указом Президиума Верховного Совета СССР от 27 декабря 1976 года присвоено звание Героя Социалистического Труда с вручением ордена Ленина и золотой медали «Серп и Молот».
Кандидат сельскохозяйственных наук. Диссертация:
- Хозяйственные и биологические особенности черно-пестрого скота в субтропической зоне Грузии : диссертация … кандидата сельскохозяйственных наук : 06.02.04. — Тбилиси, 1975. — 179 с. : ил.

Заслуженный зоотехник Грузинской ССР. Награждён орденами Ленина (08.04.1971; 27.12.1976), Трудового Красного Знамени (02.04.1966), медалями.
Делегат XXV съезда КПСС.
Избирался депутатом Верховного Совета Грузинской ССР 10-го созыва.
После выхода на пенсию жил в городе Хотьково Московской области. Умер в 2003 году.